# Pireneji
Pirenêji (špansko: Pirineos [piɾiˈneos]; francosko: Pyrénées [piʁene]; aragonsko: Pirineus; katalonsko: Pirineus [piɾiˈnɛws]; oksitansko: Pirenèus; baskovsko: Pirinioak [piɾini.o.ak]) so gorovje v jugozahodni Evropi, ki tvori naravno mejo med Španijo in Francijo. Nadmorsko višino 3404 m dosežejo na vrhu Pico de Aneta. Gorovje ločuje Iberski polotok od preostale celinske Evrope in se razteza približno 491 km od Biskajskega zaliva (Cap Higuer) do Sredozemskega morja (Cap de Creus).
Glavni greben večinoma tvori ločnico med Španijo in Francijo, vmes pa je vklenjena mikrodržava Andora. Kneževina Katalonija in Aragonsko kraljestvo v Aragonski kroni, Oksitanija in Kraljevina Navarra so se zgodovinsko razširili na obeh straneh gorskega območja, z manjšimi severnimi deli v Franciji in večjimi južnimi v Španiji .

## Etimologija
V grški mitologiji je bila Pirena princesa, ki je dala ime Pirenejem. Grški zgodovinar Herodot pravi, da je bilo Pirene ime mesta v keltski Evropi . Po besedah Silija Italika  je bila Pirena deviška hči Bebrikija, kralja v sredozemski Galiji, ki je junaku Herakleju nudil gostoljubje med prizadevanjem, da bi ukradel govedo Gerionu. V času med njegovimi slavnimi deli je Heraklej, značilno pijan in pohoten, kršil sveti kodeks gostoljubja in posil hčer svojega gostitelja. Pirena je rodila kačo in zbežala v gozd, ker se je bala, da se bo oče razjezil. Sama svojo zgodbo izlije na drevesa in pritegne pozornost divjih zveri, ki jo raztrgajo na koščke.
Po svoji zmagi nad Gerionom se Heraklej spet poda skozi Bebrikijevo kraljestvo in najde dekličine raztrgane ostanke. Kot se pogosto dogaja v zgodbah o tem junaku, se trezni Heraklej odzove s srčno žalostjo in na prigovarjanje njegovega temnejšega jaza nežno položi Pireno k počitku ter zahteva, da se okoliško hribovje pridruži žalovanju in ohrani njeno ime : »zadeti s Heraklejevim glasom, se gorski vrhovi stresejo ob slemenih; nenehno je jokal in žalostno klical Pirene! in vse skale in preganjane divje zveri odmevajo nazaj Pirene! ... Gore se skozi stoletja držijo jokajočega imena«. Plinij starejši povezuje zgodbo o Herakleju in Pireni z Luzitanijo, vendar jo zavrača kot fabuloso, zelo izmišljeno .
Drugi klasični viri so izhajali iz grške besede za ogenj (starogrščina: πῦρ (IPA: /pŷːr/) . Po besedah grškega zgodovinarja Diodora Sicilskega ».., v starih časih so nam pravili, da so nekateri pastirji zapustili ogenj in tako je bilo območje gora v celoti požgano; in zaradi tega ognja, ki je divjal dan za dnem, je bila površina zemlje tako požgana, da so gore zato, kar se je zgodilo, imenovali Pireneji.«

## Geografija

### Upravne enote
Španski Pireneji so del naslednjih provinc, od vzhoda do zahoda: Girona, Barcelona, Lleida (vse v avtonomni pokrajini Kataloniji), Huesca (v avtonomni pokrajini Aragoniji), avtonomna pokrajina Navarra in Gipuzkoa (v avtonomni pokrajini Baskiji).
Francoski Pireneji so del naslednjih departmajev od vzhoda do zahoda: Pyrénées-Orientales (Severna Katalonija in Fenolheda), Aude, Ariège, Haute-Garonne, Hautes-Pyrénées in Pyrénées-Atlantiques (med zadnja dva spada narodni park Pireneji).
Neodvisna kneževina Andora je stisnjena v vzhodnem delu gorskega grebena med španskimi in francoskimi Pireneji.

### Fizična geografija
Fizično geografsko lahko Pireneje razdelimo na tri odseke: Atlantski (ali Zahodni), Centralni in Vzhodni Pireneji. Skupaj tvorijo izrazito provinco večjega dela Alpskega sistema.
V Zahodnih Pirenejih, od Baskijskih gora blizu Biskajskega zaliva Atlantskega oceana, se povprečna nadmorska višina postopno povečuje od zahoda proti vzhodu.
Centralni Pireneji segajo proti vzhodu od prelaza Somport v dolino Aran in vključujejo najvišje vrhove tega območja:
- Pico d'Aneto 3404 metrov v grebenu Maladeta,
- Pico Posets 3355 metrov
- Monte Perdido 3355 metrov

V Vzhodnih Pirenejih je z izjemo enega preloma na vzhodnem kraku Pyrénées Ariègeoises na območju Arièga povprečna nadmorska višina izjemno enakomerna, dokler ne pride do nenadnega znižanja na skrajnem vzhodnem delu verige, imenovanem Albères.

#### Predgorje
Večina predgorja Pirenejev je na španski strani, kjer obstaja velik in zapleten sistem gorovij, ki se raztezajo od španske Navarre, preko severne Aragonije do Katalonije in skoraj dosežejo sredozemsko obalo z vrhovi, ki dosegajo 2600 m . Na vzhodnem koncu na južni strani leži ločeno območje, znano kot Podpireneji .
Na francoski strani se pobočja glavnega grebena naglo spuščajo in ni predgorja, razen v masivu Corbières v severovzhodnem delu gorskega sistema .

## Geologija
Pireneji so starejši od Alp: njihovi sedimenti so bili najprej odloženi v obalnih kotlinah med paleozojsko in mezozojsko dobo. Pred 100 do 150 milijoni let pred sedanjostjo se je med obdobjem spodnje krede v Biskajskem zalivu širilo morsko dno, kar je današnjo Španijo potisnilo proti Franciji in močno pritiskalo na velike plasti sedimentnih kamnin. Ta pritisk in dvig Zemljine skorje sta najprej prizadela vzhodni del in se postopoma premaknila na celotno verigo, ki je dosegla vrhunec v eocenski epohi.
Vzhodni del Pirenejev je večinoma sestavljen iz granitnih in gnajsovih kamnin, na zahodnem delu pa so granitni vrhovi obloženi s plastmi apnenca. Na masiven in neerodiran značaj gorske verige vpliva granit, ki je še posebej odporen proti eroziji, pa tudi šibkega ledeniškega razvoja.
Zgornji deli Pirenejev imajo planotasto površje ali površje z nizkim reliefom. Nastalo je v poznem miocenskem obdobju. Domnevno se je oblikovalo na višini zato, ker so se obsežne usedline znatno dvignile nad lokalno osnovno raven.

## Pokrajina
Očitne značilnosti pirenejske pokrajine so:
- odsotnost velikih jezer, kakršne napolnjujejo stranske doline Alp
- redkost in relativno visoka nadmorska višina uporabnih prelazov
- veliko gorskih hudournikov, ki jih krajevno imenujemo gave in pogosto tvorijo visoke slapove, v Evropi jih presegajo le v Skandinaviji
- pogostnost krnic (francosko cirque), ko ima zgornji konec doline obliko amfiteatra s prepadnimi ostenji.

Najvišji slap je Gavarnie (422 m; francosko  Grande Cascade de Gavarnie), v krnici Cirque de Gavarnie, kot začetek reke Gave de Pau; skupaj z bližnjim Cirque de Troumouse in Cirque d'Estaubé so pomembni primeri nastanka tipične krnice.
Ker manjkajo nizki prelazi, glavne ceste in železnice med Francijo in Španijo potekajo le v nižinah na zahodnem in vzhodnem koncu Pirenejev, v bližini morja. Glavni prelazi so:
- Col de la Perche (1581 m) proti vzhodu, med dolino Têta in dolino Segre,
- Pas de la Casa ali Port d'Envalira, najvišji cestni prelaz v Pirenejih na 2408 m in ena najvišjih točk evropskega cestnega omrežja, ki zagotavlja pot od Francije do Andore,
- bližnji Col de Puymorens (1.920 m), na evropski cesti E09 med Francijo in Španijo.
- Port de la Bonaigua (2070 m) je na sredini pogorja na začetku doline Aran; četudi je bližnji Plan de Beret (1870 m) najnižja točka v glavnem grebenu med Col de la Perche, skoraj 100 km vzhodno in Col du Pourtalet (1794 m), 100 km zahodno.
- Col de Somport ali Port de Canfranc (1632 m), kjer so potekale stare rimske ceste; bil je med najbolj priljubljenimi potmi za vojake, trgovce in romarje do groba svetega Jakoba.
- prelaz Roncevaux (1.057 m), v celoti v Navarri (Španija), je pomembna točka na romarski poti Santiago de Compostela

Zaradi pomanjkanja nizkih prelazov so nastali številni predori; pod prelazi pri Somportu, Envaliri in Puymorensu ter nove smeri v središču pogorja pri Bielsi in Vielhi.
Pomembna vizualna značilnost te gorske verige je La Brèche de Roland, vrzel v slemenu, ki jo je - po legendi - ustvaril [Ronald (frankovski vojskovodja)|Roland]].

## Naravni viri
Kovinske rude Pirenejev zdaj na splošno nimajo večjega pomena, čeprav so bili na več lokacijah v Andori, pa tudi v Vicdessosu v Ariègu in podnožju Canigouja v Pyrénées-Orientales že v preteklosti rudniki železa. Zaloge premoga, ki jih je mogoče donosno pridobivati, so predvsem na španski strani, francoska stran pa ima zaloge lignita. Odprti kop Trimoun v bližini občine Luzenac (Ariège) je eden največjih virov lojevca v Evropi.
Mineralnih vrelcev je veliko in so pomembni, še posebej velja opozoriti na vroče izvire. Vroči izviri, med katerimi so Les Escaldes v Andori, Panticosa in Lles v Španiji, Ax-les-Thermes, Bagnères-de-Luchon in Eaux-Chaudes v Franciji, so žvepleni in večinoma visoko, blizu stika granita s plastovitimi skalami. Nižji izviri, kot so Bagnères-de-Bigorre (Hautes-Pyrénées), Rennes-les-Bains (Aude) in Campagne-sur-Aude (Aude), so večinoma selenitični in niso vroči.

## Podnebje
Količina padavin, ki jo doseže pogorje, vključno z dežjem in snegom, je veliko večja v zahodnih kot v vzhodnih Pirenejih zaradi vlažnega zraka, ki piha iz Atlantskega oceana nad Biskajskim zalivom. Potem ko odda vlago nad zahodne in osrednje Pireneje, se zrak nad vzhodnimi Pireneji posuši. Zimska povprečna temperatura je -2 ° C.
Odseki gorskega območja so v več pogledih različni. Na zahodnih in zasneženih osrednjih Pirenejih je nekaj ledenikov, na vzhodnih Pirenejih ledenikov ni, ker je sneženja premalo, da bi to omogočalo njihov razvoj. Ledeniki so omejeni na severna pobočja osrednjih Pirenejev in se ne spuščajo tako kot v Alpah daleč v doline, temveč imajo največjo dimenzijo v smeri gorske verige. V resnici se tvorijo v ozkem pasu blizu grebena najvišjih gora. Tako kot v drugih velikih gorskih območjih srednje Evrope obstajajo bistveni dokazi o veliko širši poledenitvi v času ledenih dob. Najboljši dokazi o tem so v dolini Argeles Gazost, med Lourdom in Gavarniejem, v departmaju Hautes-Pyrénées.
Letna snežna črta se v različnih delih Pirenejev razlikuje od približno 2700 do 2800 metrov nadmorske višine. V povprečju opazimo, da je sezonski sneg med decembrom in aprilom vsaj 50 % časa nad 1600 metrov. 

## Rastlinstvo in živalstvo

### Rastlinstvo
Še bolj izrazit učinek padavin v zahodni polovici pogorja je viden v rastlinstvu. Nižje gore na skrajnem zahodu so gozdnate, vendar obseg gozda upada ko se gibljemo proti vzhodu. Vzhodni Pireneji so značilno divji in neplodni, še toliko bolj, ker v tem delu verige prevladuje granit. Tudi sestava flore se spremeni od zahoda proti vzhodu, pri čemer sprememba postane najbolj očitna, ko gre mimo središča pogorja, od koder se masiv Corbières razteza proti severovzhodu proti osrednji francoski planoti. Čeprav je razlika v zemljepisni širini le približno 1 °, na zahodu flora spominja na osrednjo Evropo, na vzhodu pa je izrazito mediteranska. Pireneji so skoraj tako bogati z endemičnimi vrstami kot Alpe, med najbolj izjemnimi primeri tega endemizma pa je pojav monotipskega rodu Xatardia (družina kobulnic - Apiaceae), ki raste le na visokem prelazu med Val d'Eynes in Katalonijo. Drugi primeri so gorska peščenka Arenaria montana, podlesek Bulbocodium vernum in zlatica Ranunculus glacialis. Rod, ki je na območju najširše zastopan, je rod kamnokreč (saxifrages), od katerih je več vrst endemičnih.

### Živalstvo
Pireneji med svojimi živalmi predstavljajo nekaj presenetljivih primerov endemizma. Galemys pyrenaicus (pirenejski krt) najdemo le v nekaterih potokih severnih pobočij teh gora; edini drugi so omejeni na reke Kavkaza na jugu Rusije. Pirenejski gorski močerad (Euproctus pyrenaicus), endemični sorodnik repatega krkona, prav tako živi v potokih in jezerih, ki so na veliki nadmorski višini. Med drugimi posebnostmi pirenejske favne so slepe žuželke v kavernah Ariège, katerih glavni rodovi so hrošč brezokec Anophthalmus in Adelops.
Pirenejski ibeks (Capra pyrenaica pyrenaica) – kozorog - je skrivnostno izumrl januarja 2000; domačega pirenejskega rjavega medveda so lovili do skoraj izumrtja v 1990-ih, vendar so ga ponovno uvedli leta 1996, ko so iz Slovenije pripeljali tri medvede. Populacija medveda se je uspešno prijela, zdaj naj bi bilo v osrednjem območju okoli Fosa približno 15 rjavih medvedov, v dolini Aspe pa še vedno živijo le štirje domači.

## Zaščitena območja
Glavni naravni rezervati in narodni parki so:
- Narodni park Ordesa y Monte Perdido (Španija)
- Narodni park Pyrénées (Francija)
- Narodni park Aigüestortes i Estany de Sant Maurici (Španija)
- Naravni park Posets-Maladeta(Španija)

## Demografija in kultura
Pirenejska regija ima raznoliko etnologijo, folkloro in zgodovino. 
Glavni jeziki na tem območju so španščina, francoščina, aragonščina, katalonščina in baskovščina. V manjši meri se govori tudi okcitanščina, ki jo sestavljajo gaskonjsko in languedoško narečje v Franciji in aranejsko narečje v dolini Aran.
Pomembna značilnost podeželskega življenja v Pirenejih je poletna selitev živine s kmetij v dolinah na  visokogorske pašnike . Na ta način lahko kmetijske skupnosti obdržijo večje črede, kot bi jih lahko vzdrževale nižinske kmetije same. Glavne živali za selitev so bile krave in ovce, v zgodovini pa se je skupaj s svojimi živalmi na višje pašnike preselila tudi večina članov kmečkih družin, zato so s seboj vzeli tudi prašiče, konje  in perutnino. Ta množična selitev se je premikala navzgor maja ali junija in se septembra ali oktobra vrnila na kmetije. V poletnem obdobju so družine živele v osnovnih kamnitih kočah v visokogorju.
Dandanes je industrializacija in spreminjanje kmetijskih praks to navado zmanjšala. Pomembnost preseljevanja pa se še vedno zaznava s praznovanjem na priljubljenih festivalih.

## Urbana območja
V Pirenejih ni nobenega večjega mesta. Največje urbano območje v bližini je Toulouse (Haute-Garonne) v Franciji, ki ima v metropolitanskem območju 1.330.954 prebivalcev. Na španski strani je Pamplona, (Navarra) najbližje mesto s 319.208 prebivalci v metropolitanskem območju. Znotraj Pirenejev so glavna mesta Andorra la Vella (22.256), Jaca (12.813) v Španiji in Lurd (13.976) in Foix (10.046) v Franciji.

## Najvišji vrhovi
Sledi seznam nekateri vrhov Pirenejev nad 3000 metrov: 
1. Pico de Aneto (3404 m) (Aragonija)
2. Posets (3375 m) (Aragonija)
3. Monte Perdido (3355 m) (Aragonija)
4. Punta de Astorg (3355 m) (Aragonija)
5. Pico Maldito (3350 m) (Aragonija)
6. Espalda del Aneto (3350 m) (Aragonija)
7. Pico del Medio (3346 m) (Aragonija)
8. Espadas (3332 m) (Aragonija)
9. Cilindro de Marboré (3325 m) (Aragonija)
10. Maladeta (3312 m) (Aragonija)
11. Vignemale (3298 m) (Aragonija-Francija)
12. Pico Coronas (3293 m) (Aragonija)
13. Pico Tempestades (3290 m) (Aragonija)
14. Clot de la Hount (3289 m) (Aragonija-Francija)
15. Soum de Ramond (3259 m) (Aragonija)
16. Pic de Marboré (3252 m) (Aragonija-Francija)
17. Cerbillona (3247 m) (Aragonija-Francija)
18. Perdiguero (3221 m) (Aragonija-Francija)
19. Pic de Montferrat (3219 m) (Aragonija-Francija)
20. Pico Russell (3205 m) (Aragonija)
21. Pointe Chausenque (3204 m) (Francija)
22. Piton Carré (3197 m) (Francija)
23. Pic Long (3192 m) (Francija)
24. Pic Schrader (3177 m) (Aragonija-Francija)
25. Campbieil (3173 m) (Francija)
26. Pic de la cascade oriental (3161 m) (Aragonija-Francija)

## Šport in prosti čas
Obe strani Pirenejev sta priljubljeni mesti za zimske športe, kot sta alpsko smučanje in pohodništvo ali gorništvo. Pireneji so tudi primeren kraj za športnike, ki lahko v poletnem obdobju izvajajo višinske priprave, na primer s kolesom in ttekom.
Poleti in jeseni so Pireneji po navadi predstavljeni na dveh velikih kolesarskih dirkah, Tour de France, ki se vsako leto odvija julija in Vuelta a España septembra. Etape v Pirenejih so pogosto ključne v obeh dirkah, ki v regijo privabijo več sto tisoč gledalcev.
Po pogorju vodijo tri glavne pešpoti na dolge razdalje: 
- GR 10, ki vodi po dolini Pirenejskih gora, vzporedno je s francosko-špansko mejo na francoski strani od Hendaeja ob Biskajskem zalivu do Banyuls-sur-Mer ob Sredozemskem morju. Pot je dolga 866 kilometrov z 48.000 metri vzponov in spustov;
- GR 11 v Španiji, znana tudi kot ruta Transpirenaica, je del obsežne mreže GR pešpoti; poteka skozi španske Pireneje in se le na kratko poda v Francijo blizu Candanchua. Začne se pri rtu Higuer (Baskija), prečka Navarro in Aragonijo in se konča pri Cap de Creusu (Katalonija) Približna dolžina je 840 km in višinska razlika pa okoli 39.000 m. Pot je razdeljena na 45 odsekov; in
- HRP (Haute Randonnée Pyrénéenne), ki prečka vrhove in grebene po visoki poti. Dolga je 800 km in ima 52.000 m vzponov in spustov in poteka od obale do obale. Prečka tudi narodna parka: Parc National des Pyrenées  in Parc nacional d'Aigüestortes i Sant Maurici.

Poleg tega so po celotni regiji številne markirane in neoznačene poti.
V Pirenejih se odvija tudi Pirena, to je tekmovanje s pasjimi vpregami.